# La Kết
La Kết (tiếng Trung: 羅結; bính âm: Luó Jié; 1925 – 15 tháng 3 năm 2019) là một tỷ phú người Đài Loan, nhà sáng lập của hãng Lốp Chánh Tân - vốn là nhà sản xuất lốp xe lớn thứ 9 trên thế giới. Vào thời điểm La Kết qua đời, lúc đó ông là người giàu thứ 6 tại Đài Loan.

## Cuộc sống ban đầu
La Kết sinh năm 1925.

## Sự nghiệp
Ông La thành lập Công ty Lốp Chánh Tân vào năm 1967. Tháng 1 năm 2015, ông trao quyền kiểm soát Chánh Tân cho con trai mình là La Tài Nhân.
Theo tạp chí Forbes của Mỹ, La Kết sở hữu giá trị tài sản ròng là 4,2 tỷ đô la Mỹ, tính đến tháng 1 năm 2015.

## Đời tư
Ông La có tất cả 4 người con và sống tại xã Đại Thôn, huyện Chương Hóa, Đài Loan.
Ông qua đời ngày 15 tháng 3 năm 2019, hưởng thọ 94 tuổi.